# امپیتیا پالگاما
امپیتیا پالگاما (به لاتین: Ampitiya Pallegama) یک منطقهٔ مسکونی،در سری‌لانکا است که در استان مرکزی (سری‌لانکا) واقع شده‌است.